# Eiphosoma haitiense
Eiphosoma haitiense là một loài tò vò trong họ Ichneumonidae.